# Mesoleius arduus
Mesoleius arduus là một loài tò vò trong họ Ichneumonidae.